# Agesípolis III
Agesípolis III foi rei da cidade grega de Esparta de 219 a.C. até 215 a.C., foi o último rei da dinastia Ágida em Esparta [carece de fontes?].
Seu pai se chamava Agesípolis, e era filho de Cleômbroto II, que foi rei de Esparta junto com Ágis IV, quando este exilou Leônidas II.
Analistas  identificam Agesípolis como a criança exilada pelo tirano Licurgo, e que se tornou líder dos espartanos exilados e um aliado de Roma.
Ele e Arcesilau foram enviados a Roma pelos exilados lacedemônios, mas foram capturados e mortos no mar por piratas.